# Comuna Barcea, Galați
Barcea este o comună în județul Galați, Moldova, România, formată din satele Barcea (reședința) și Podoleni. Se află în Câmpia Tecuciului[*]; lângă Bârlad; și la o altitudine de 29 m deasupra nivelului mării. Are o suprafață de 61,39 km². Populația este de 5.074 locuitori, determinată în 1 decembrie 2021, prin recensământ, chestionar.

## Așezare
Comuna se află în vestul județului, în Câmpia Tecuci, pe malurile râului Bârlad. Este străbătută de șoseaua națională DN25, care leagă Galațiul de Tecuci. La Barcea, din acest drum se ramifică șoseaua județeană DJ252, care duce spre vest și nord la Movileni, Cosmești (unde se intersectează cu DN24), Nicorești, Buciumeni, apoi în județul Vrancea de Ploscuțeni, Homocea, mai departe în județul Bacău de Huruiești, Găiceana, Pâncești, Parincea, Ungureni și Buhoci (unde se termină în DN2F). Prin comună trece și calea ferată Galați-Tecuci, pe care este deservită de stația Barcea.

## Istorie
La sfârșitul secolului al XIX-lea, comuna făcea parte din plasa Bârlad a județului Tecuci și era formată din satele Barcea Nouă, Barcea Veche, Dorăști, Drăgănești și Podoleni, având în total 1818 locuitori ce trăiau în 502 case. În comună funcționau o moară de apă cu turbină, două școli (una la Barcea Veche, cu 60 de elevi, dintre care 2 fete, deschisă în 1865; și una la Drăgănești, cu 25 de elevi, dintre care 3 fete, deschisă în 1879) și trei biserici. Anuarul Socec din 1925 consemnează comuna în plasa Ivești a aceluiași județ, având aceeași alcătuire și 3500 de locuitori. În 1931, satul Drăgănești s-a separat, formând o comună de sine stătătoare.
În 1950, comuna a fost transferată raionului Tecuci din regiunea Putna, apoi (din 1952) din regiunea Bârlad și (după 1956) din regiunea Galați. În 1968, a fost transferată județului Galați, tot atunci satele Barcea Nouă, Barcea Veche și Dorăști fiind comasate pentru a forma satul Barcea.

## Monumente istorice
Un singur obiectiv din comuna Barcea este inclus în lista monumentelor istorice din județul Galați ca monument de interes local: situl arheologic „Grădina de zarzavat” alcătuit dintr-o așezare și o necropolă din secolul al IV-lea e.n. (epoca migrațiilor), atribuite Culturii Cerneahov.

## Demografie
Componența etnică a comunei Barcea
     Români (72,55%)
     Romi (13,28%)
     Alte etnii (14,17%)
Componența confesională a comunei Barcea
     Ortodocși (83,5%)
     Penticostali (1,28%)
     Alte religii (0,91%)
     Necunoscută (14,31%)
Conform recensământului efectuat în 2021, populația comunei Barcea se ridică la 5.074 de locuitori, în creștere față de recensământul anterior din 2011, când fuseseră înregistrați 4.957 de locuitori. Majoritatea locuitorilor sunt români (72,55%), cu o minoritate de romi (13,28%). Din punct de vedere confesional, majoritatea locuitorilor sunt ortodocși (83,5%), cu o minoritate de penticostali (1,28%), iar pentru 14,31% nu se cunoaște apartenența confesională.

## Politică și administrație
Comuna Barcea este administrată de un primar și un consiliu local compus din 15 consilieri. Primarul, Constantin Zamfir[*], de la Partidul Național Liberal, este în funcție din 2012. Începând cu alegerile locale din 2024, consiliul local are următoarea componență pe partide politice:
|  | Partid                          | Consilieri | Componența Consiliului | Componența Consiliului | Componența Consiliului | Componența Consiliului | Componența Consiliului | Componența Consiliului | Componența Consiliului | Componența Consiliului | Componența Consiliului |
|  | ------------------------------- | ---------- | ---------------------- | ---------------------- | ---------------------- | ---------------------- | ---------------------- | ---------------------- | ---------------------- | ---------------------- | ---------------------- |
|  | Partidul Național Liberal       | 9          |                        |                        |                        |                        |                        |                        |                        |                        |                        |
|  | Partidul Social Democrat        | 5          |                        |                        |                        |                        |                        |                        |                        |                        |                        |
|  | Alianța pentru Unirea Românilor | 1          |                        |                        |                        |                        |                        |                        |                        |                        |                        |